# 다케노야 마쓰다이라가
다케노야 마쓰다이라 가(竹谷松平家)는 마쓰다이라 노부미쓰의 장남 마쓰다이라 모리이에를 시조로 하는 마쓰다이라씨의 서류이다. 미카와국 호이 군 다케노야(가마고리시)를 영유했던 것으로부터 다케노야 마쓰다이라 가라고 칭한다. 마쓰다이라 씨의 분가로서는 가장 오래되었고, 대대로 마쓰다이라 종가에 공헌했다.
6대 이에키요는 오다와라 정벌(小田原の役)에서 종가의 도쿠가와 이에야스에게 종군하고, 이에야스의 간토 이봉 후, 무사시 하치만야마(八幡山) 1만 석의 다이묘가 되었다. 이에키요는 세키가하라 전투에서도 공적을 세워, 미카와 국 아쓰미 군(渥美郡) 요시다(吉田) 3만 석으로 이봉되었지만, 7대 다다키요에게 적자가 없어 가문의 명맥이 끊어지게 되고, 다다키요의 동생 마쓰다이라 기요마사가 미카와 국 호이 군에 5천 석을 받게 되어, 기요마사의 계통은 고타이요리아이(交代寄合)의 상급 하타모토로서 막말까지 이어졌다.

## 역대 당주
1. 마쓰다이라 모리이에
2. 마쓰다이라 모리치카
3. 마쓰다이라 지카요시
4. 마쓰다이라 기요요시
5. 마쓰다이라 기요무네
6. 마쓰다이라 이에키요
7. 마쓰다이라 다다키요
8. 마쓰다이라 기요마사
9. 마쓰다이라 기요나오(松平清直)
10. 마쓰다이라 기요토(松平清当)
11. 마쓰다이라 요시타카(松平義堯)
12. 마쓰다이라 요시쓰구(松平義著)
13. 마쓰다이라 요시미네(松平義峯)
14. 마쓰다이라 모리토시(모리아쓰)(松平守惇)
15. 마쓰다이라 모리마사(松平守誠)
16. 마쓰다이라 요시나가(松平善長)
17. 마쓰다이라 기요요시(松平清良)
18. 마쓰다이라 기요토모(松平清倫)
19. 마쓰다이라 다카노부(松平敬信)

## 같이 보기
- 18 마쓰다이라